# Iwogumoa yaeyamensis
Espèce
Synonymes
- Coelotes yaeyamensis Shimojana, 1982

Iwogumoa yaeyamensis est une espèce d'araignées aranéomorphes de la famille des Agelenidae.

## Distribution
Cette espèce est endémique de l'archipel Nansei au Japon,. Elle se rencontre sur Ishigaki-jima et Iriomote-jima.

## Description
Le mâle holotype mesure 6,09 mm et la femelle paratype 8,6 mm.

## Systématique et taxinomie
Cette espèce a été décrite sous le protonyme Coelotes yaeyamensis par Shimojana en 1982. Elle est placée dans le genre Asiacoelotes par Wang en 2002 puis dans le genre Iwogumoa par Nishikawa et Ono en 2004.

## Étymologie
Son nom d'espèce, composé de yaeyam[a] et du suffixe latin -ensis, « qui vit dans, qui habite », lui a été donné en référence au lieu de sa découverte, les îles Yaeyama.

## Publication originale
- Shimojana, 1982 : « A new species of the genus Coelotes (Araneae, Agelenidae) from the Yaeyama Islands, Okinawa Prefecture, Japan. » Acta Arachnologica, vol. 30, no 2, p. 75-82 (texte intégral).